# AZAL PFK
AZAL PFK(아제르바이잔어: AZAL Peşəkar Futbol Klubu)는 아제르바이잔의 수도 바쿠를 연고로 하는 아제르바이잔 항공 산하 축구 클럽이다. 이 팀은 현재 아제르바이잔 퍼스트 디비전에 출전하고 있다.